# Anton Reicha
Anton Reicha, születési nevén Antoine-Joseph Reicha, több forrásban Antoine Reicha  vagy Antonín Rejcha (Prága, 1770. február 27. – Párizs, 1836. május 28.) német zeneszerző.

## Élete
Már 9 éves korában templomi énekes lett; egyetemi évei után nagybátyjához, a gordonka- és hegedűszerzeményeiről ismert bonni karnagyhoz, Josef Reichához (Prága, 1746. – Bonn, 1795.) ment zeneelméletet tanulni akkora sikerrel, hogy a zenekarban (a mélyhegedűt játszó Ludwig van Beethoven mellett) fuvolás lett és egy szimfóniáját nagy sikerrel előadták. Operáját nem sikerült előadatni; 1802–08-ban Bécsben tanítgatott, szerzeményeivel és Haydn, Beethoven, Antonio Salieri barátságával nagy tekintélyt szerezve. A fenyegető háború elől ment Párizsba, ahol végképp letelepedett, s első könyve után a konzervatórium ellenponttanára lett 1815-ben; tanítványai közé tartozott Hector Berlioz, akire annak összes tanára közül talán a legnagyobb hatást gyakorolta. A Francia Szépművészeti Akadémia 1835-ben választotta tagjává, François-Adrien Boieldieu utódául. Reicha szerzeményei nem lángelme szülöttei, de azért a jó zene mintái: 2 szimfónia, egy decett (5 vonós és 5 fúvóhangszerre), oktett (4 vonós és 4 fúvóshangszerre), 24 fúvó- és 6 vonós kvintett, 20 vonós négyes, 1 fuvolakvartett, 24 kürttrió, 22 fuvoladuó és számos szonáta és egyéb szerzemény mindennemű hangszerre; L'art de varier címmel 57 zongoraváltozat; Études ou théories pour le pianoforte, dirigées d'une manière nouvelle (1800).

## Könyvei
- Traité de mélodie, abstraction faite de ses rapports avec l'harmonie (1814);
- Cours de composition musicale (1818);
- Traité de haute composition musicale (2 köt., 1824-26, németre ford. Carl Czerny, Vollständiges Lehrbuch, 4 köt., 1834);
- L'art du compositeur dramatique, ou cours complet de composition vocale (1833);
- Petit traité d'harmonie pratique.